# ویزدره
ویزدره یک روستا در ایران است که در شهرستان مشگین‌شهر استان اردبیل واقع شده‌است. ویزدره ۱۹ نفر جمعیت دارد.

## جمعیت
این روستا در  دهستان یافت قرار دارد و براساس سرشماری مرکز آمار ایران در سال ۱۳۸۵، جمعیت آن ۱۹ نفر (۶ خانوار) بوده‌است.